# Mussaenda nervosa
Mussaenda nervosa är en måreväxtart som beskrevs av Adolph Daniel Edward Elmer. Mussaenda nervosa ingår i släktet Mussaenda och familjen måreväxter. Inga underarter finns listade i Catalogue of Life.